# Štefan Katušák
Štefan Katušák (* 26. října 1949 Poproč (okres Košice-okolí), Československo) je bývalý československý házenkář.
S týmem Československa hrál na letních olympijských hrách v Montrealu v roce 1976, kde tým skončil na 7. místě. Hrál v 1 utkání. Hrál i na mistrovství světa 1970 a také na mistrovství světa 1978, kde tým Československa skončil na 11. místě. Za československou reprezentaci nastoupil ve více než 100 utkáních. Na klubové úrovni hrál za Iskru Svit (1965–1967), Jednotu Kežmarok (1967–1968), VSŽ Košice (1968–1970) a ČH Bratislava (1970–1984), se kterým získal v letech 1973, 1975 a 1976 třikrát mistrovský titul. V letech 2008–2010 získal třikrát slovenský titul jako trenér ženského týmu ŠKP Bratislava.